# Rua General Lima e Silva

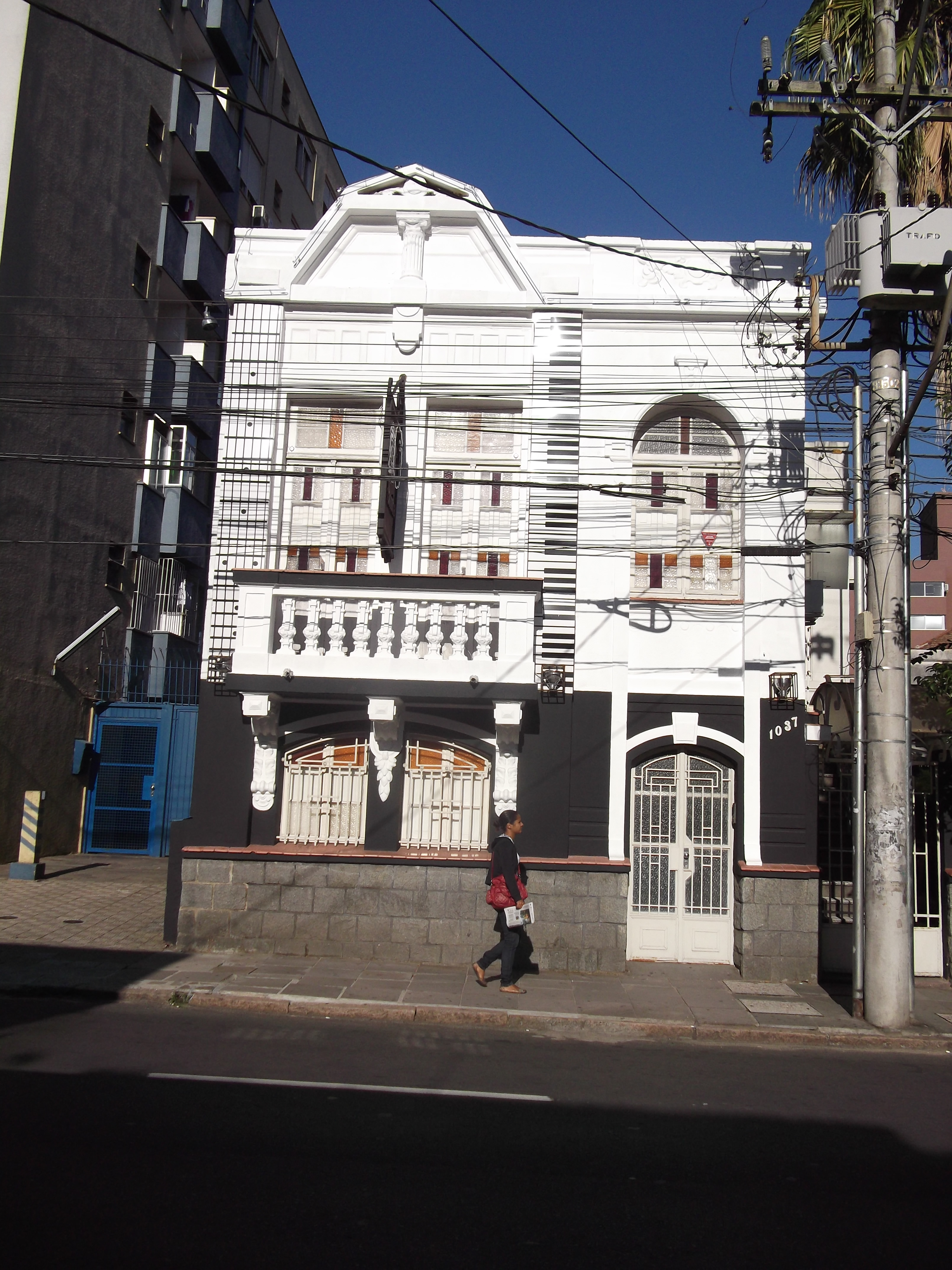
Edificação na Rua Lima e Silva.

A Rua General Lima e Silva é uma via pública da cidade de Porto Alegre. Tem início da Rua Coronel Genuíno e termina na Avenida Ipiranga. É uma das ruas mais longas e importantes do bairro Cidade Baixa e seu primeiro nome foi Rua da Olaria.

## Histórico
Em 1813 já se falava sobre a nova Rua da Olaria onde, na época, localizava-se a fábrica de tijolos e telhas de João José de Oliveira Guimarães, o Joãozinho da Olaria. Sua chácara tinha frente para antiga Rua da Várzea (atual Avenida João Pessoa). A argila da região era apropriada para ser usada na olaria porém, em 11 de julho de 1863, a Câmara Municipal de Porto Alegre mandou aterrar um atoleiro em frente a ela.
No período de 1825 a 1844, a Câmara Municipal tentou que a ladeira da Rua de Bragança (atual Rua Marechal Floriano) se unisse ao início da Rua da Olaria, mas os moradores da Rua de Bragança não permitiram, e a junção nunca aconteceu.
Em 6 de junho de 1870, a Câmara Municipal mudou o nome da Rua da Olaria para Rua General Lima e Silva. Esta nova denominação foi uma homenagem ao general Francisco de Lima e Silva, membro da Regina Trina Provisoria e Permanente e pai de Luís Alves de Lima e Silva, o futuro Duque de Caxias
O prolongamento da Rua General Lima e Silva até a Rua da Imperatriz (Avenida Venâncio Aires) só foi concluído em 13 de agosto de 1883.
Em 7 de agosto de 1884, o jornal A Federação noticiou que todos os escravos da rua estavam emancipados, tendo no local sido colocada uma placa com os dizeres: "Na Rua Lima e Silva todos são livres".
Em 11 de setembro de 1910 efetuou-se o prolongamento da via até a Rua Sebastião Leão e, bem mais tarde, até a atual Avenida Ipiranga.
Em 4 de fevereiro de 1944, na administração de Antônio Brochado da Rocha, foi aprovado o alargamento da rua em toda a extensão, quatro metros de cada lado, com recuo progressivo nas construções.